# Kvarnsjön (Hidinge socken, Närke)
Kvarnsjön är en sjö i Lekebergs kommun i Närke och ingår i Göta älvs huvudavrinningsområde. Sjön har en area på 0,0892 kvadratkilometer och ligger 193,4 meter över havet.

## Delavrinningsområde
Kvarnsjön ingår i det delavrinningsområde (657849-144229) som SMHI kallar för Inloppet i Kärmen. Medelhöjden är 191 meter över havet och ytan är 18,8 kvadratkilometer. Det finns ett avrinningsområde uppströms, och räknas det in blir den ackumulerade arean 25,59 kvadratkilometer. Valån (Kärmälven) som avvattnar avrinningsområdet har biflödesordning 3, vilket innebär att vattnet flödar genom totalt 3 vattendrag innan det når havet efter 304 kilometer. Avrinningsområdet består mestadels av skog (84 procent) och sankmarker (13 procent). Avrinningsområdet har 0,4 kvadratkilometer vattenytor vilket ger det en sjöprocent på 2,1 procent.